# هویت یهودی
هویت یهودی به یهودی بودن یا مرتبط با یهودیت یک فرد اشاره دارد.
«چه کسی یهودی است؟» یک سؤال اساسی در مورد هویت یهودی است. این سؤال معمولاً در مورد این است که چه کسی یهودی تلقی می‌شود که خود شامل بخشهای فرهنگی، مذهبی، ژنتیکی و فردی است. این سؤال در زمان جنگ جهانی دوم توسط آلمان نازی بسیار پراهمیت گردید و قوانین نورنبرگ در رابطه با آن بودند.
تعریف اینکه چه کسی یهودی است بر اساس نظر خود یهودیان درباره خودشان و نظر غیریهودیان (جنتیلها) در رابطه با آنان متفاوت است. این به دلیل آن است که یهودیت برخلاف اسلام و مسیحیت مخلوطی از دین، نژاد و تابعیت است و بسته به اینکه کدام قسمت مورد توجه قرار بگیرد تعریف آن متفاوت است. این مسئله مشکلات زیادی به خصوص در اسرائیل ایجاد کرده‌است. از سال ۱۹۶۲ دادگاههای زیادی در اسرائیل برای تشخیص یهودی بودن یک فرد تشکیل شده‌است.
بر اساس میشنا که پایه و اساس تلمود است یک فرد یا بر اساس زاده شدن از مادر یهودی، یهودی است. از این رو برخلاف اسلام و مسیحیت کسی که از دین خارج شده باشد همچنان یهودی محسوب میگردد. راه دیگر یهودی بودن فرد بر اساس گرویدن به یهودیت است. ولیکن یهودیت دین تبلیغی نیست و معمولاً یهودیان تمایلی به یهودی کردن بقیه مردم ندارند.

## از دید جامعه‌شناسی
هویت یهودی از دید جامعه‌شناسی نیز مورد بررسی قرار گرفته‌است.
ایدو آبرام معتقد است که پنج دیدگاه در مورد هویت یهودی امروزی وجود دارد:
1. دین، فرهنگ و سنتها.
2. علاقه به اسرائیل و صهیونیزم.
3. مواجهه با یهودستیزی.
4. تاریخ شخصی و تجربه‌ها.
5. ارتباط با فرهنگ و مردم غیریهود (جنتیل).